# Macropsis majusculus
Macropsis majusculus är en insektsart som beskrevs av Mitjaev 1971. Macropsis majusculus ingår i släktet Macropsis och familjen dvärgstritar. Inga underarter finns listade i Catalogue of Life.